# 奇爾卡區 (萬卡約省)

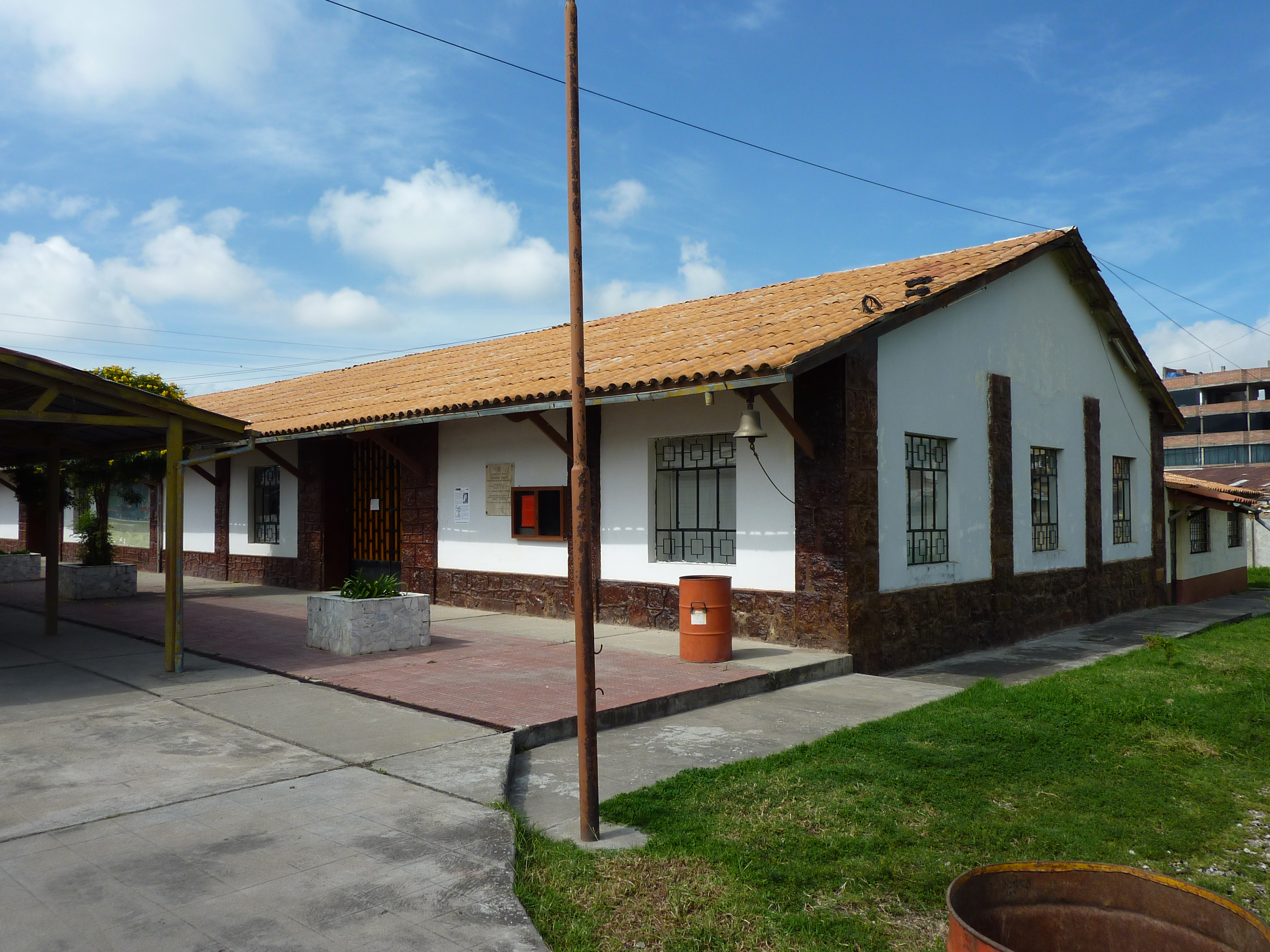

奇爾卡區（西班牙語：Distrito de Chilca），是秘魯的一個區，位於該國中部胡寧大區的萬卡約省，始建於1957年5月2日，面積8.3平方公里，海拔高度3,275米，2005年人口74,288，人口密度每平方公里9,000人。